# Blood Money (Tom Waits)
Blood Money är ett musikalbum av den amerikanske musikern Tom Waits från 2002. Albumet släpptes tillsammans med Alice.

## Låtlista
Låtarna skrivna av Tom Waits och Kathleen Brennan.
1. "Misery Is the River of the World" - 4:25
2. "Everything Goes to Hell" - 3:45
3. "Coney Island Baby" - 4:02
4. "All the World Is Green" - 4:36
5. "God's Away on Business" - 2:59
6. "Another Man's Vine" - 2:28
7. "Knife Chase" - 2:26
8. "Lullaby" - 2:09
9. "Starving in the Belly of a Whale" - 3:41
10. "The Part You Throw Away" - 4:22
11. "Woe" - 1:20
12. "Calliope" - 1:59
13. "A Good Man Is Hard to Find" - 3:57